# 9月6日
9月6日（くがつむいか）は、グレゴリオ暦で年始から249日目（閏年では250日目）にあたり、年末まであと116日ある。

## できごと

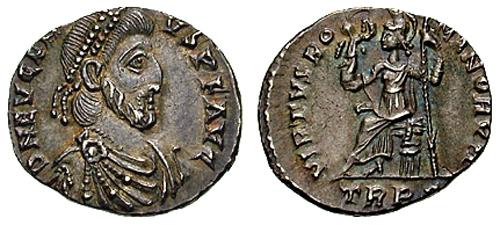
フリギドゥスの戦い、テオドシウス1世がエウゲニウス(画像; ?-394)を破る

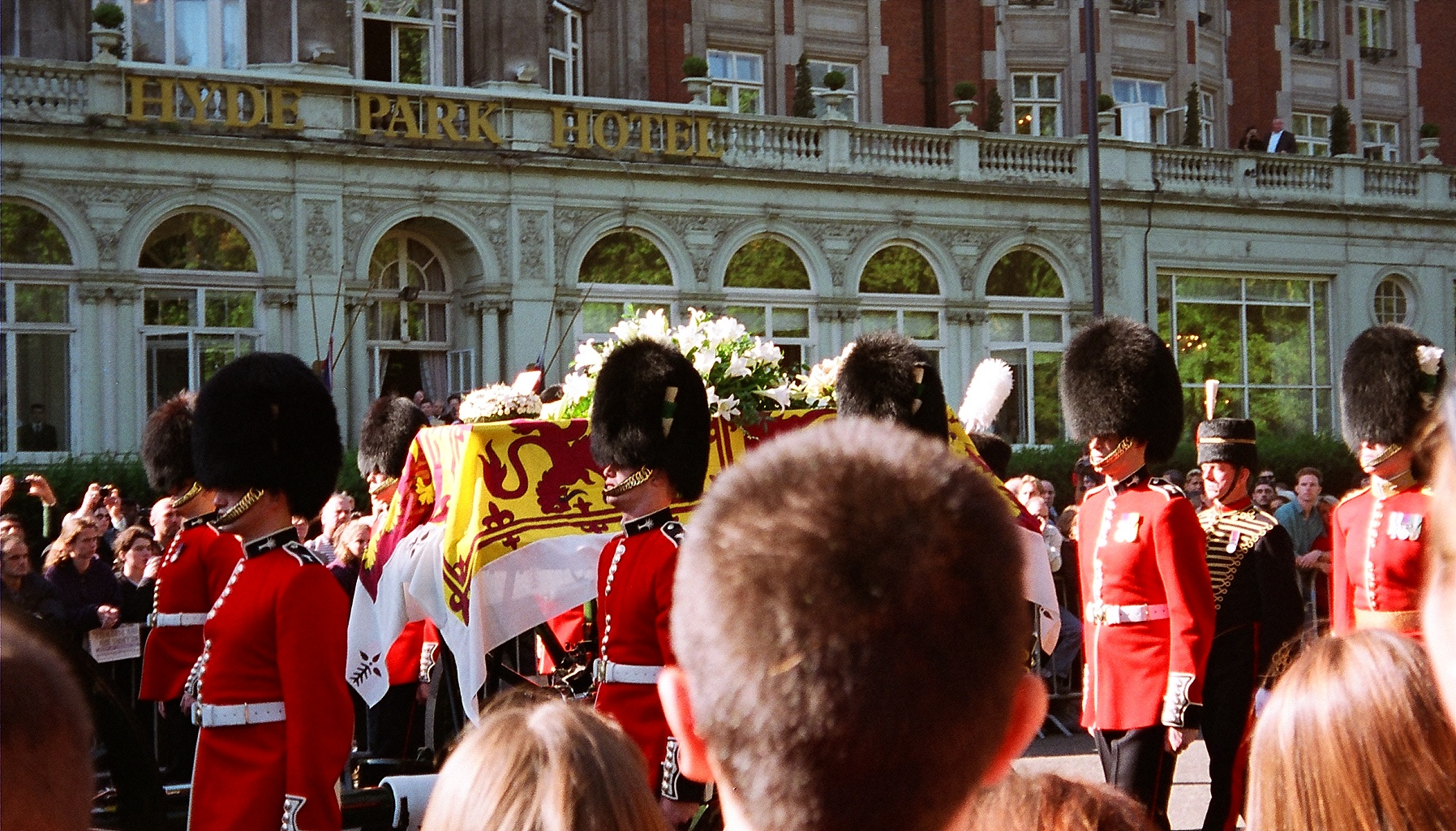
ダイアナの王室国民葬（1997年）

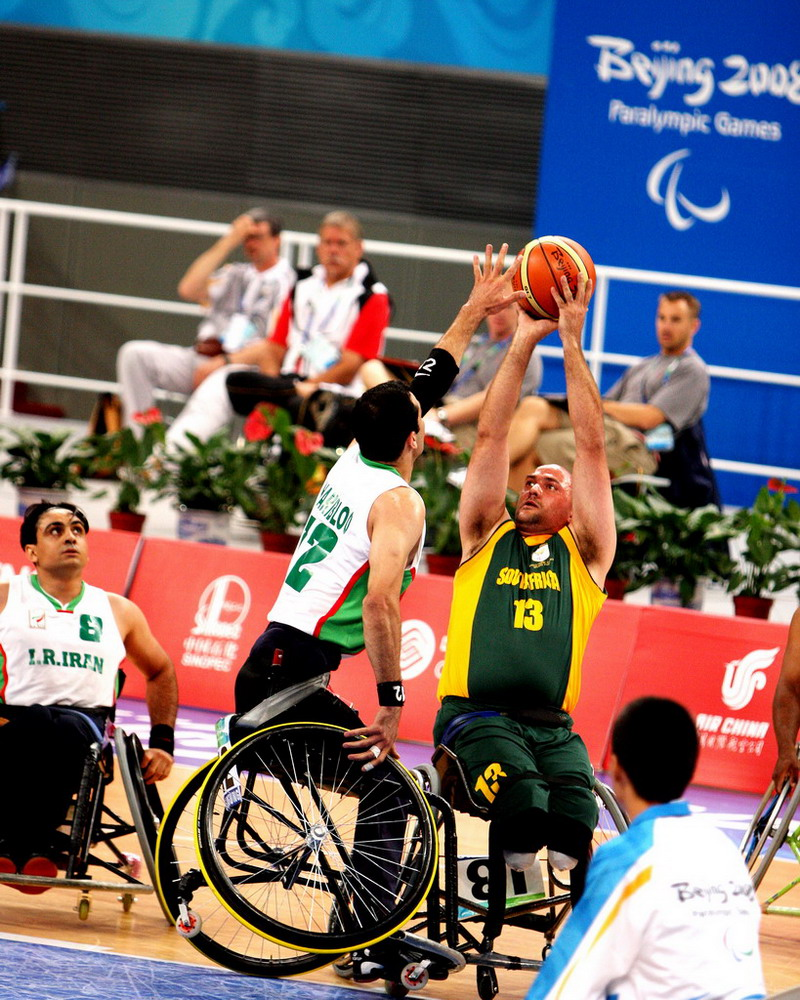
北京パラリンピック開幕(2008年)

- 394年 - フリギドゥスの戦い。ローマ帝国皇帝テオドシウス1世が対立皇帝エウゲニウスを破る。
- 1032年 - ブルグント王ルドルフ3世が嗣子なく死去し、コンラート2世が相続によってブルグント王位を継承。以後2年ほど続くブルゴーニュ継承問題（フランス語版）の始まり。
- 1492年 - クリストファー・コロンブスが、大西洋横断前の最後の陸地となるカナリア諸島・ラ・ゴメラ島を出港。
- 1522年 - フェルディナンド・マゼラン一行の5隻の船のうち唯一生き残ったビクトリア号がスペインのサンルカール・デ・バラメーダに帰還。人類史上初の世界一周を達成[1]。
- 1634年 - 三十年戦争：ネルトリンゲンの戦い。9月7日まで。
- 1689年（康熙28年7月23日、ユリウス暦8月27日）- ロシア帝国と清がネルチンスク条約に調印。中国初の国境画定条約。
- 1748年（寛延元年8月14日）- 人形浄瑠璃『仮名手本忠臣蔵』が大坂竹本座で初演。
- 1781年 - アメリカ独立戦争：グロトンハイツの戦い。
- 1791年 - ヴォルフガング・アマデウス・モーツァルトの歌劇『皇帝ティートの慈悲』がプラハで初演。
- 1813年 - ナポレオン戦争：デネヴィッツの戦い（英語版）
- 1885年 - 東ルメリ自治州がブルガリア自治公国との統合（英語版）を宣言。（統一の日（英語版））
- 1901年 - マッキンリー大統領暗殺事件。ウィリアム・マッキンリー米大統領が狙撃される。これがもとで9月14日に死亡。
- 1916年 - クラレンス・サンダース（英語版）がテネシー州メンフィスで、史上初めてのセルフ式食料雑貨店ピッグリー・ウィッグリーをオープン。
- 1923年 - 関東大震災：香川県からの薬の行商団が、千葉県で地元の自警団からに暴行を受け9名が死亡。（福田村事件）
- 1925年 - グルノーブルでペレ塔（フランス語版）がオープン。
- 1930年 - アルゼンチンでクーデター、第19代アルゼンチン統領イポリト・イリゴージェンが退陣を余儀なくされる。
- 1937年 - 岸田國士・久保田万太郎・岩田豊雄の発起により劇団「文学座」が創立。
- 1938年 - 富山県氷見町で大火（氷見町大火）。1500戸以上が焼失[2]。
- 1939年 - 第二次世界大戦：南アフリカ連邦が英国と連合国側に立ってナチス・ドイツに宣戦布告[3]。
- 1939年 - 第二次世界大戦：バーキング・クリークの戦い（英語版）、この戦争中での英空軍パイロット初の死者が同士討ちにより出る。
- 1940年 - 国民の非難の声を受けルーマニア王カロル2世が退位し再び亡命。息子のミハイ1世が復位。イオン・アントネスクが首相に就任し国民投票の末、国家指導者（Conducător、総統とも）の地位に就く。
- 1941年 - 第二次世界大戦：御前会議で帝国国策遂行要領を決定。10月下旬までに米英に対する日本の要求が通らない場合は開戦を決意すると決定。
- 1943年 - モンテレイ工科大学が設立される。
- 1944年 - 第二次世界大戦：イーペル解放。
- 1945年 - 第二次世界大戦・ニューギニアの戦い：ニューブリテン島、ニューアイルランド島方面の日本軍の今村均陸軍大将と草鹿任一海軍中将がセントジョージ海峡（英語版）内の英空母グローリー上でオーストラリア軍への降伏文書に署名。
- 1945年 - トルーマン米大統領が「降伏後における米国の初期対日方針」を承認し、マッカーサーに指令[4]。
- 1945年 - 戦後最初のニュース映画『聖断を拝す』『東久邇宮内閣成立』の2本が公開[5]。
- 1946年 - アメリカ合衆国国務長官ジェームズ・F・バーンズが、シュトゥットガルトで共産主義勢力への対抗と本格的経済再建への着手などを演説し、ドイツ政策の見直しを表明。
- 1947年 - 静岡刑務所で受刑者40人により騒擾状態になる。4日後の9月10日には騒擾を起こした受刑者の脱走事件も発生[6]。
- 1952年 - カナダ初のテレビ局CBFTがモントリオールに開局。
- 1952年 - ファーンボロー航空ショー墜落事故。
- 1953年 - フランス映画「禁じられた遊び」（ルネ・クレマン監督）が日本初公開。
- 1955年 - イスタンブール・ポグロム（英語版）。
- 1961年 - 名古屋テレビ設立。
- 1965年 - インド軍が国境を越えパキスタンに侵攻し、公式に第二次印パ戦争が開戦[7]。
- 1966年 - 南アのヘンドリック・フルウールト首相が 、ケープタウンで刺殺。
- 1968年 - スワジランドがイギリス保護領から独立。
- 1970年 - PFLP旅客機同時ハイジャック事件。パレスチナ解放人民戦線（PFLP）が5機の旅客機を同時にハイジャック。
- 1971年 - パンインターナショナル112便墜落事故。
- 1973年 - 広島市内で被爆した身元不明の兵士の遺骨が、旧山口陸軍病院跡付近で発見された。これをきっかけに「山口のヒロシマデー」が設けられる[8]。
- 1976年 - 冷戦：ベレンコ中尉亡命事件。ソ連のミグ25戦闘機が函館空港に着陸し、アメリカへの亡命を求める。
- 1978年 - 米コロラド州のメサ・ヴェルデが世界遺産に指定。
- 1979年 - 阿蘇山の中岳が噴火。観光客3人が死亡。
- 1983年 - 自衛隊が傍受した大韓航空機撃墜事件の際のソ連軍機の交信記録が国連安保理で公開。
- 1984年 - 韓国大統領全斗煥が訪日。韓国の国家元首では初の公式来日。
- 1985年 - ミッドウエストエクスプレス航空105便墜落事故（英語版）。
- 1989年 - 日本の静止気象衛星「ひまわり4号」打ち上げ。
- 1991年 - ソビエト連邦がバルト三国の独立を承認。
- 1991年 - ソ連第二の都市レニングラードの名称が、1924年以前の名称のサンクトペテルブルクに戻される[9]。
- 1993年 - 元フジテレビアナウンサーの逸見政孝が異例の癌告白会見を行う[10]。
- 1994年 - オーウェン・アーサー（英語版）がバルバドスの首相に就任。
- 1995年 - ボルチモア・オリオールズのカル・リプケン・ジュニアが、ルー・ゲーリッグの2130試合連続出場記録を塗り替え。
- 1995年 - 坂本堤弁護士一家殺害事件: 坂本堤一家の遺体捜索を開始。同日中に夫妻、10日に長男の遺体を発見[11]。
- 1997年 - ダイアナ妃の国民葬がウェストミンスター寺院で行われる。
- 1998年 - エドワルド・フェネク・アダミがマルタの首相に就任。
- 2003年 - マフムード・アッバースが初代パレスチナ首相を辞任、以降イスラエルはパレスチナ自治政府との和平交渉路線を再び拒否するように。
- 2006年 - 秋篠宮紀子が悠仁親王を出産。皇室で初の皇居内産殿・宮内庁病院以外での出産、皇室史上初の帝王切開による出産であった。
- 2008年 - 北京パラリンピックが開幕。
- 2009年 - フィリピン南部・ミンダナオ島沖で乗員・乗客968名が乗った大型客船「SuperFerry 9（英語版）」が沈没[12]。
- 2013年 - 田中将大が世界新記録となる開幕21連勝を達成[13][14]。
- 2017年 - ハリケーン・イルマの被害を受けアメリカ合衆国大統領ドナルド・トランプがフロリダ州、アメリカ合衆国領プエルトリコ、アメリカ合衆国領ヴァージン諸島に非常事態を宣言[15]。
- 2018年 - 午前3時08分、北海道胆振東部地震。厚真町で震度7を観測、北海道の全域（離島を除く）で電力の供給が停止した。
- 2018年 - インド最高裁の判断により同性愛が合法化（詳細はこちらを参照）。

## 誕生日

### 人物

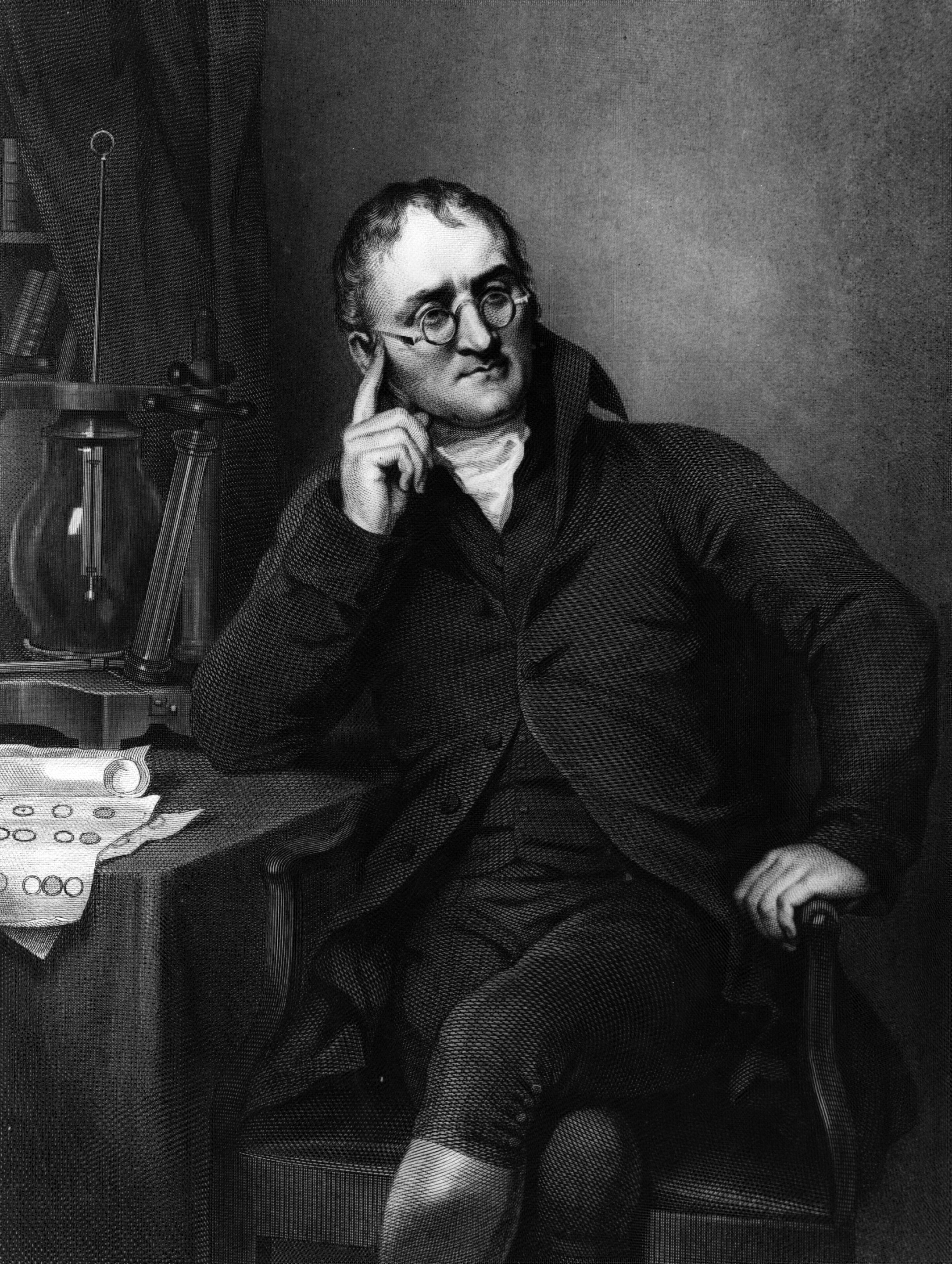
化学者ジョン・ドルトン(1766-1844)。原子説を提唱

- 1475年 - セバスティアーノ・セルリオ、マニエリスムの建築家（+ 1554年?）
- 1610年 - フランチェスコ1世・デステ、モデナ公+ 1658年）
- 1629年 - イサベラ・レオナルダ、作曲家（+ 1704年）
- 1644年 - フアン・カバニーリェス、オルガニスト、作曲家（+ 1712年）
- 1651年（慶安4年7月22日） - 青山忠雄、第2代浜松藩主（+ 1685年）
- 1656年 - ギヨーム・デュボワ、枢機卿・政治家（+ 1723年）
- 1666年 - イヴァン5世、ツァーリ（+ 1696年）
- 1725年（享保10年7月30日） - 松平長孝、第4代津山藩主（+ 1762年）
- 1729年 - モーゼス・メンデルスゾーン、ユダヤ人哲学者・啓蒙思想家（+ 1786年）
- 1755年（宝暦5年8月1日） - 板倉勝意、第5代安中藩主（+ 1805年）
- 1757年 - ラファイエット、アメリカ独立戦争に参加した軍人（+ 1834年）
- 1761年 - マリー＝ガブリエル・カペ、画家（+ 1818年）
- 1766年 - ジョン・ドルトン、化学者、物理学者（+ 1844年）
- 1781年 - アントン・ディアベリ、作曲家（+ 1858年）
- 1787年 - サルヴァトーレ・ヴィアーレ（フランス語版）、詩人（+ 1861年）
- 1795年 - フランシス・ライト（英語版）、作家（+ 1852年）
- 1802年 - アルシド・ドルビニ、博物学者（+ 1857年）
- 1805年 - ホレーシオ・グリーノウ、彫刻家（+ 1852年）
- 1815年 - セント・ジョン・リチャードソン・リデル（英語版）、軍人（+ 1870年）
- 1825年 - ジョヴァンニ・ファットーリ、画家、版画家（+ 1908年）
- 1834年（天保5年8月4日） - 松平頼聰、第11代高松藩主、伯爵（+ 1903年）
- 1852年 - スカルク・ウィレム・バーガー（英語版）、政治家、南アフリカ共和国州大統領代行（+ 1918年）
- 1855年 - フェルディナント・フンメル（英語版）、ピアニスト、作曲家、指揮者（+ 1928年）
- 1860年 - ジェーン・アダムズ、女性活動家（+ 1935年）
- 1863年 - ジェシー・ウィルコックス・スミス、イラストレーター（+ 1935年）
- 1869年 - ウォルフォード・デイヴィス、作曲家（+ 1941年）
- 1869年 - フェーリクス・ザルテン、作家（+ 1945年）
- 1876年 - ジョン・ジェームズ・リチャード・マクラウド、医学者（+ 1935年）
- 1879年 - マックス・シュレック（英語版）、俳優（+ 1936年）
- 1879年 - ヨーゼフ・ヴィルト、政治家、ドイツ国第5代首相（+ 1956年）
- 1884年 - 西村伊作、教育者（+ 1963年）
- 1885年 - オットー・クルーガー、俳優（+ 1974年）
- 1885年 - ディミトリオス・ロウンドラス、体操選手、海軍軍人、史上最年少のオリンピアン（+ 1970年）
- 1888年 - ジョセフ・P・ケネディ、在イギリスアメリカ合衆国大使（+ 1969年）
- 1888年 - レッド・フェイバー、プロ野球選手（+ 1976年）
- 1890年 - 綾部健太郎、政治家、第53代衆議院議長（+ 1972年）
- 1890年 - クララ・キンボール・ヤング（英語版）、女優（+ 1960年）
- 1892年 - エドワード・アップルトン、物理学者（+ 1965年）
- 1893年 - クレア・リー・シェンノート、アメリカ陸軍航空隊の将校（+ 1958年）
- 1896年 - マリオ・プラーツ、美術史家、文学研究者（+ 1982年）
- 1900年 - ジュリアン・グリーン、作家（+ 1998年）
- 1906年 - ルイ・ルロワール、生化学者、医師（+ 1987年）
- 1908年 - コルチャック・ジオルコウスキー（英語版）、彫刻家（+ 1982年）
- 1909年 - マイケル・ゴードン、映画監督（+ 1993年）
- 1909年 - マイケル・ガリッツェン（英語版）、飛込競技選手（+ 1959年）
- 1910年 - 黒柳朝、教育者、エッセイスト（+ 2006年）
- 1911年 - ハリー・ダニング（英語版）、プロ野球選手（+ 2004年）
- 1911年 - シャルル・ドゥーチェ（英語版）、SERA-CD創設者（+ 1980年）
- 1912年 - ジャック・ファット、ファッションデザイナー（+ 1954年）
- 1912年 - ウェイン・バーロウ、作曲家（+ 1996年）
- 1913年 - 石本茂、政治家、看護師（+ 2007年）
- 1913年 - レオニダス・ダ・シルバ、サッカー選手（+ 2004年）
- 1915年 - フランツ・ヨーゼフ・シュトラウス、政治家、キリスト教社会同盟 (CSU) 党首、バイエルン州首相（+ 1988年）
- 1917年 - ジョン・ベリー（英語版）、映画監督（+ 1999年）
- 1917年 - フィリップ・フォン・ベーセラガー（英語版）、軍人（+ 2008年）
- 1919年 - ウィルソン・グレートバッチ、発明家（+ 2011年）
- 1921年 - カルメン・ラフォレ（英語版）、作家（+ 2004年）
- 1921年 - ノーマン・ジョセフ・ウッドランド、発明家（+ 2012年）
- 1923年 - 大石慎三郎、日本史学者（+ 2004年）
- 1923年 - ペータル2世（+ 1970年）
- 1924年 - ジョン・メルチャー、政治家、獣医師（+ 2018年）
- 1925年 - ジミー・リード、歌手（+ 1976年）
- 1925年 - アンドレア・カミッレーリ、作家（+ 2019年）
- 1926年 - 星新一、作家（+ 1997年）
- 1926年 - クラウス・フォン・アムスベルク、第6代オランダ国王（女王）ベアトリクスの王配（+ 2002年）
- 1926年 - モーリス・プラザー（英語版）、写真家（+ 2001年）
- 1928年 - 槇文彦、建築家（+ 2024年）
- 1928年 - ロバート・M・パーシグ、作家、哲学者（+ 2017年）
- 1928年 - エフゲニー・スヴェトラーノフ、指揮者（+ 2002年）
- 1928年 - シド・ワトキンス、F1で活躍した脳神経外科医（+ 2012年）
- 1929年 - 藤原房雄、政治家
- 1930年 - 西村京太郎、推理作家（+ 2022年）
- 1930年 - ダニエーレ・バリオーニ、テノール歌手（+ 2022年）
- 1930年 - チャールズ・フォーリー（英語版）、ツイスターの開発者の一人（+ 2013年）
- 1931年 - 勝井三雄、グラフィックデザイナー（+ 2019年）
- 1932年 - 岩城宏之、指揮者（+ 2006年）
- 1932年 - 小川安三、俳優
- 1932年 - 東海林修、作曲家、編曲家（+ 2018年）
- 1932年 - アルド・ノタリ、野球選手（+ 2006年）
- 1937年 - ジョー・アン・ワーリー（英語版）、女優
- 1938年 - ジョアン・タワー（英語版）、ピアニスト
- 1939年 - デビッド・アラン・コー（英語版）、シンガーソングライター
- 1940年 - 田中俊幸、元プロ野球選手（+ 2008年）
- 1940年 - 戸塚宏、教育者
- 1942年 - 石山建一、元野球選手
- 1943年 - 三遊亭円遊（5代目）、落語家
- 1943年 - ロジャー・ウォーターズ、ミュージシャン（ピンク・フロイド）
- 1944年 - 山田正雄、元プロ野球選手
- 1945年 - 永井豪、漫画家
- 1945年 - 長谷川法世、漫画家
- 1946年 - 大島理森、政治家
- 1947年 - 瀧野欣彌、元総務事務次官、内閣官房副長官
- 1948年 - サミュエル・ホイ、俳優、歌手
- 1948年 - 伊東勇、元プロ野球選手
- 1949年 - 柏原寛司、脚本家
- 1949年 - 末木文美士、仏教学者
- 1949年 - 多田憲之、実業家
- 1950年 - 市毛良枝、女優
- 1950年 - 飯田敏光、元プロ野球選手
- 1951年 - 西野義和、元アナウンサー
- 1954年 - カーリー・フィオリーナ、実業家
- 1954年 - チチ松村、ギタリスト（ゴンチチ）
- 1955年 - 朝加真由美、女優
- 1957年 - 日下秀昭、俳優、スーツアクター
- 1957年 - 加藤知子、ヴァイオリニスト
- 1957年 - ジョゼ・ソクラテス、政治家、第119代ポルトガル首相
- 1958年 - 鈴木雅之、演出家、映画監督
- 1959年 - 吉俣良、作曲家、編曲家
- 1959年 - 勝部賢志、政治家
- 1960年 - 大江千里、シンガーソングライター、ミュージシャン
- 1961年 - 黒岩彰、元スピードスケート選手
- 1961年 - 永澤俊矢、俳優
- 1961年 - ポール・ワークター＝サヴォイ、ミュージシャン（a-ha）
- 1961年 - 竹田団吾、衣装デザイナー
- 1962年 - 黒澤浩樹、空手家（+ 2017年）
- 1962年 - 小熊英二、社会学者、慶應義塾大学助教授
- 1962年 - パンツェッタ・ジローラモ、タレント、エッセイスト
- 1963年 - 中川隆、実業家
- 1963年 - ROLLY、歌手、舞台俳優
- 1963年 - イワン・ハシェック、元サッカー選手
- 1964年 - ワタナベシンイチ、アニメ監督、演出家
- 1964年 - 斉藤寿朗、元アナウンサー
- 1965年 - 高橋紀成、プロデューサー
- 1965年 - 堀池巧、元サッカー選手
- 1965年 - クリストファー・ノーラン、詩人、作家（+ 2009年）
- 1967年 - セルジオ・ファリアス、サッカー指導者
- 1967年 - メイシー・グレイ（英語版）、歌手
- 1967年 - 園田康博、政治家
- 1968年 - 秋山浩保、政治家、千葉県柏市長（第6代）
- 1968年 - 川上量生、実業家
- 1969年 - 伊藤理佐、漫画家
- 1969年 - 小村徳男、サッカー選手
- 1969年 - あいはら雅一、お笑い芸人（メッセンジャー）
- 1969年 - 東川公則、騎手
- 1969年 - 稲田容子、ライフル射撃選手
- 1970年 - 片岡英彦、プロデューサー、国際NGO世界の医療団の広報責任者
- 1970年 - 甲田哲也、実業家
- 1970年 - 中宮崇、フリーライター
- 1971年 - 宮内美澄、元テニス選手
- 1971年 - 若林志穂、元女優
- 1971年 - ユーリ・オメルチェンコ、オリエンテーリング選手
- 1971年 - ドロレス・オリオーダン、シンガーソングライター（クランベリーズ）（+ 2018年[16]）
- 1972年 - チャイナ・ミエヴィル、ファンタジー作家
- 1973年 - カルロ・クディチーニ、元サッカー選手
- 1974年 - AYUMI、ファッションモデル
- 1974年 - 寺川能人、元サッカー選手
- 1974年 - ティム・ヘンマン、テニス選手
- 1975年 - 谷亮子、元柔道選手
- 1975年 - デレク・リー、元プロ野球選手
- 1976年 - マイケル中村、元プロ野球選手
- 1976年 - 塩屋大輔、元プロ野球選手
- 1977年 - 岡崎和久、アナウンサー
- 1977年 - 氷川きよし、歌手
- 1977年 - ノヴァーク・カタリン、政治家、ハンガリー大統領
- 1977年 - 南辻史人、俳優
- 1977年 - 吉川英梨、作家
- 1978年 - 澤穂希、元サッカー選手
- 1978年 - 宮崎充登、元プロ野球選手
- 1978年 - まんぼう、マジシャン
- 1978年 - 山下敬吾、囲碁棋士
- 1979年 - 原信生、元サッカー選手
- 1979年 - 片山伸次、元大相撲力士
- 1979年 - 田中充、元プロ野球選手
- 1979年 - 森さやか、アナウンサー
- 1980年 - 日向悠二、イラストレーター
- 1981年 - 阿部勇樹、サッカー選手
- 1981年 - マーク・ティーエン、プロ野球選手
- 1982年 - YUI、タレント
- 1982年 - 赤松真人、元プロ野球選手
- 1982年 - 後藤伸也、元プロ野球選手
- 1983年 - 阪本麻美、タレント、元グラビアアイドル
- 1984年 - クリスティアン・ラウフバウアー、フィギュアスケート選手
- 1984年 - リュック・アバロ、ハンドボール選手
- 1984年 - 浜添伸也、声優
- 1985年 - 水野晃樹、サッカー選手
- 1985年 - 坂克彦、元プロ野球選手
- 1985年 - 木下康太郎、アナウンサー
- 1985年 - 長濱慎、俳優、モデル
- 1985年 - ケール・オージ、元プロ野球選手
- 1985年 - ミッチ・モアランド、プロ野球選手
- 1986年 - ダニルソン・コルドバ、サッカー選手
- 1987年 - みなかみ菜緒、声優
- 1988年 - 藤田玲、俳優
- 1988年 - 安藤謙佑、サッカー選手、フットサル選手、指導者
- 1988年 - アーノルド・レオン、プロ野球選手
- 1988年 - 塩見貴洋、元プロ野球選手
- 1989年 - 千々木駿介、バレーボール選手
- 1989年 - 夢花らん、タレント、元宝塚歌劇団花組娘役
- 1990年 - 塚本舞、タレント、歌手
- 1990年 - 竹田まい、元アイドル（元ファンタ☆ピース）
- 1990年 - ジョン・ウォール、バスケットボール選手
- 1990年 - マクシミリアン・バイスター、サッカー選手
- 1990年 - 李芷菁、フィギュアスケート選手
- 1991年 - 小関翔太、元プロ野球選手
- 1991年 - 市川知宏、俳優
- 1991年 - タイラー・オースティン、プロ野球選手
- 1991年 - 千葉望愛、元サッカー選手
- 1991年 - 野川拓斗、元プロ野球選手
- 1991年 - 松雪彩花、気象キャスター
- 1992年 - 宋家豪、プロ野球選手
- 1993年 - サビーナ・パキエ、フィギュアスケート選手
- 1993年 - ジェイソン・ボスラー、プロ野球選手
- 1994年 - 井澤美香子、声優
- 1994年 - 福地亜紗美、女優
- 1994年 - 宮川智海、ラグビー選手
- 1994年 - 山田詩織、元タレント
- 1995年 - 藤原薫、俳優
- 1995年 - 吉田綾乃クリスティー、アイドル（乃木坂46）
- 1995年 - オイシン・マーフィー、騎手
- 1995年 - 佐倉みき、アイドル（未完成のキャラメル、元愛乙女☆DOLL）
- 1996年 - 本郷理華、フィギュアスケート選手
- 1996年 - 深井祐希、サッカー選手
- 1997年 - つくし、プロレスラー
- 1998年 - 鈴木梨羅、重量挙げ選手
- 1999年 - 前田拳太郎、俳優
- 1999年 - 木村和士、騎手
- 2000年 - 三上実穂、元プロ野球選手
- 2001年 - 仲美海、俳優
- 2001年 - 二ノ宮ゆい、声優
- 2001年 - 野島樺乃、歌手（et-アンド-、元SKE48）
- 2002年 - 浅利太門、プロ野球選手
- 2003年 - 山下未愛、タレント
- 2006年 - 悠仁親王、皇族
- 2006年 - 城桧吏、俳優、歌手（元STA＊M）
- 2007年 - 菊地花奈、サッカー選手
- 生年不詳 - 詩月カオリ、歌手
- 生年不詳 - 若月さな、イラストレーター
- 生年不詳 - 右寺修、作曲家
- 生年不詳 - 詩月カオリ、シンガーソングライター
- 生年不詳 - IRUMA RIOKA、シンガーソングライター
- 生年不詳 - 高橋諒、俳優、声優
- 生年不詳 - 安澤千草、女優
- 生年不詳 - 内田慎二、声優
- 生年不詳 - 嘉多中いお、声優
- 生年不詳 - 斉木香、声優
- 生年不詳 - 齋藤龍吾、声優
- 生年不詳 - 篠宮あすか、声優
- 生年不詳 - 田坂浩樹、声優
- 生年不詳 - 浜崎奈々、声優
- 生年不詳 - 矢野正明、声優
- 生年不詳 - 三嶋くろね、イラストレーター
- 生年不詳 - 袴田めら、漫画家

### 人物以外（動物など）
- 2000年 - 良浜、ジャイアントパンダ

## 忌日
- 265年（咸熙2年8月9日）- 司馬昭、三国時代の魏の武将・政治家。（* 211年）
- 893年（寛平5年7月19日） - 在原行平、歌人、公卿（* 818年）
- 952年（天暦2年8月15日） - 朱雀天皇、第61代天皇（* 923年）
- 972年 - ヨハネス13世、第133代ローマ教皇
- 1335年（建武2年8月19日） - 諏訪頼重、南北朝時代の武将
- 1335年（建武2年8月19日） - 諏訪時継、南北朝時代の武将
- 1357年（正平12年/延文2年閏7月22日） - 西園寺寧子、後伏見天皇の女御（* 1292年）
- 1511年（永正8年8月14日） - 足利義澄、室町幕府第11代将軍（* 1481年）
- 1559年 - ガロファロ、画家（* 1481年）
- 1581年 - ギョーム・ポステル（フランス語版）、東洋学者、文献学者、キリスト教神学者（* 1510年）
- 1585年 - ルカ・カンビアーゾ、画家（* 1527年）
- 1631年（寛永8年8月10日） - 本多忠政、姫路藩主（* 1575年）
- 1683年 - ジャン＝バティスト・コルベール、重商主義者、フランス財務総監（* 1619年）
- 1685年（貞享2年8月8日） - 青山忠雄、浜松藩主（* 1651年）
- 1719年 - カルロ・チニャーニ、画家（* 1628年）
- 1729年（享保14年8月14日） - 松平基知、白河藩主（* 1679年）
- 1775年（安永4年8月12日） - 宗義蕃、第9代対馬府中藩主（* 1717年）
- 1780年 - マドレーヌ・フランソワーズ・バスポルト、植物画家（* 1701年）
- 1782年 - マーサ・ジェファーソン、アメリカ合衆国のファーストレディ（* 1748年）
- 1831年 - ウィリアム・ジョーンズ、第4代アメリカ合衆国海軍長官（* 1760年）
- 1860年 - ゲオルク、メクレンブルク＝シュトレーリッツ大公（* 1779年）
- 1869年 - ジョン・アーロン・ローリンズ、第29代アメリカ合衆国陸軍長官（* 1831年）
- 1902年 - フレデリック・エイベル、化学者（* 1827年）
- 1907年 - シュリ・プリュドム、詩人（* 1839年）
- 1911年 - 下瀬雅允、発明家、日本海軍の軍属（* 1859年）
- 1920年 - 嵐璃寛 (5代目)、歌舞伎役者（* 1871年）
- 1923年 - 木下淑夫、鉄道院の官僚（* 1874年）
- 1931年 - 橋川正、歴史学者（* 1894年）
- 1937年 - ヘンリー・ハドリー、作曲家（* 1871年）
- 1939年 - オットー・ブレンデル、天文学者（* 1862年）
- 1939年 - アーサー・ラッカム、挿絵画家（* 1867年）
- 1939年 - 浜田国松、第30代衆議院議長（* 1868年）
- 1940年 - フィーバス・レヴィーン、生化学者（* 1869年）
- 1940年 - 麻生久、労働運動家、衆議院議員（* 1891年）
- 1943年 - 神田辰之助、将棋棋士（* 1893年）
- 1945年 - ジョン・S・マケイン・シニア、アメリカ海軍の大将（* 1884年）
- 1949年 - 楊虎城、中華民国の軍人（* 1893年）
- 1950年 - オラフ・ステープルドン、小説家、哲学者（* 1886年）
- 1952年 - ガートルード・ローレンス、女優、歌手、ダンサー（* 1898年）
- 1956年 - マイケル・ヴェントリス、建築家、古代文化研究家、線文字B共同解読者（* 1922年）
- 1957年 - 山田わか、社会運動家（* 1879年）
- 1959年 - エドモンド・グウェン、俳優（* 1877年）
- 1962年 - 柏尾誠一郎、テニス選手（* 1892年）
- 1962年 - ハンス・アイスラー、作曲家 （* 1898年）
- 1963年 - 宮島清次郎、実業家（* 1879年）
- 1966年 - マーガレット・サンガー、産児制限運動家（* 1879年）
- 1966年 - 篠原陸朗、政治家（* 1883年）
- 1969年 - アルツール・フリーデンライヒ、サッカー選手（* 1892年）
- 1971年 - フィリップ・エドワーズ（英語版）、陸上競技選手（* 1907年）
- 1975年 - 皆見省吾、皮膚科医、九州大学名誉教授（* 1893年）
- 1977年 - ジョン・エデンサー・リトルウッド、数学者（* 1885年）
- 1978年 - マックス・デキュジス、テニス選手（* 1882年）
- 1978年 - アドルフ・ダスラー、実業家、アディダス創業者（* 1900年[17]）
- 1978年 - ヘンリー・ベドソン（英語版）、医学者、ウイルス学者（* 1929年）
- 1981年 - 公江喜市郎[18]、教育者、 武庫川学院創設者（* 1897年）
- 1983年 - 川原田政太郎、工学者（* 1890年）
- 1985年 - ロドニー・ロバート・ポーター、生化学者（* 1917年）
- 1989年 - 石原善三郎、政治家（* 1888年）
- 1989年 - 辻一三、政治家、元佐世保市長（* 1903年）
- 1990年 - フランシスコ・エペンス（英語版）、画家、彫刻家（* 1913年）
- 1992年 - 干刈あがた、小説家（* 1943年）
- 1993年 - 永井萠二、ジャーナリスト、児童文学作家（* 1920年）
- 1993年 - 梅本さちお、漫画家（* 1943年）
- 1994年 - 加藤彌三二[19]、実業家、加藤産業創業者（* 1912年）
- 1994年 - ニッキー・ホプキンス、ミュージシャン（* 1944年）
- 1997年 - パーシー・ハワード・ニュービー（英語版）、小説家（* 1918年）
- 1998年 - 黒澤明、映画監督（* 1910年）
- 2005年 - 河合斌人、実業家（* 1918年）
- 2005年 - 宮下信明、元プロ野球選手（* 1924年）
- 2006年 - 園田喜則、プロ野球選手 （* 1948年）
- 2007年 - ルチアーノ・パヴァロッティ、テノール歌手（* 1935年）
- 2007年 - イ・エジョン、女優（* 1987年）
- 2008年 - アニタ・ペイジ、女優（* 1910年）
- 2008年 - 寺内大吉、小説家、増上寺法主（* 1921年）
- 2011年 - 真田雅則、元サッカー選手、コーチ（* 1968年）
- 2014年 - 山口洋子、作家、作詞家（* 1937年）
- 2015年 - 砂田圭佑、政治家（* 1933年）
- 2019年 - ロバート・ムガベ、政治家、第2代ジンバブエ大統領（* 1924年）
- 2019年 - チェスター・ウィリアムズ、ラグビーユニオン選手（* 1970年）
- 2020年 - アルフォンス・デーケン[20]、哲学者（* 1932年）
- 2021年 - ジャン＝ポール・ベルモンド、俳優（* 1933年）
- 2021年 - ニーノ・カステルヌオーヴォ、俳優（* 1936年）
- 2021年 - マイケル・ケネス・ウィリアムズ、俳優（* 1966年）
- 2022年 - 属正、実業家、元西部ガス社長（* 1923年）
- 2022年 - 神坂次郎、小説家（* 1927年）
- 2022年 - シドニー・シューメーカー、哲学者（* 1931年）
- 2022年 - ジュスト・ジャカン、映画監督、写真家（* 1940年）
- 2022年 - オルガ・アンドリアノワ、カーリング指導者（* 1952年）
- 2023年 - 新堂友衛、実業家（* 1931年）
- 2023年 - アドナン・アル＝ケイシー、プロレスラー（* 1939年）

## 記念日・年中行事
- 独立記念日（ エスワティニ）
1968年のこの日、エスワティニがスワジランド王国としてイギリスから独立した。
- 統一の日（英語版）（ ブルガリア）
一旦ブルガリア自治公国と東ルメリ自治州に分割されたブルガリア公国が1885年のこの日に統合（英語版）されたことを記念。
- 防衛の日・パキスタン陸軍の日（ パキスタン）
1971年の第二次印パ戦争にちなむ。9月7日は空軍の日、9月8日は海軍の日。
- 死産の子供を忘れない日（英語版）（ アメリカ合衆国・ カナダ）
- 妹の日（ 日本）
「兄弟型姉妹型」研究家で漫画家の畑田国男が1991年に制定。毎年「日本妹大賞」が発表・授賞され、これまでに有森裕子、岩崎恭子、きんさんぎんさんの妹である蟹江ぎんなどが受賞している。
- ホシヅルの日（ 日本）
SF作家、星新一をしのぶ日[21]。
- 黒の日（ 日本）
「く(9)ろ(6)」の語呂合せ。1989年に創立40周年を迎えた京都墨染工業協同組合が制定し、翌年から実施。伝統染色の黒染めをPRし、黒紋服や黒留袖の普及を図る日。
- クロレラの日（ 日本）
5億4000万年前から地球上にあった植物のクロレラを、多くの人の健康に役立てようと株式会社サン・クロレラとサン・クロレラ販売株式会社が制定。日付は9と6の語呂合せ[22]。
- 鹿児島黒牛・黒豚の日（ 日本）
「く(9)ろ(6)」の語呂合せ。鹿児島黒牛黒豚銘柄販売促進協議会が1998年に制定[23][24]。
- カラスの日（ 日本）
雑誌『CROW‘S』を発行する「カラス友の会」が制定。カラスも意外と愛らしいと知ってもらい、カラスを愛する人へエールを送るのが目的。日付は9と6で、英語でカラスを意味するクローと読む語呂合わせから[25]。
- 松崎しげるの日（ 日本）
松崎のデビュー45周年を記念して、松崎の日に焼けた黒い肌にちなんで、日本記念日協会に申請し、2016年に認定される[26]。
- MBSラジオの日（ 日本）
MBSラジオのFM周波数が90.6MHzであることから、日本記念日協会に申請し、2016年に認定される[27]。
- 黒酢の日（ 日本）
「く(9)ろ(6)」の語呂合せ。ミツカンが制定[28]。
- 生クリームの日（ 日本）
「ク(9)リーム(6)」の語呂合せ。中沢フーズが制定[29]。
- 黒豆の日（ 日本）
菊池食品工業株式会社が制定。「く(9)ろ(6)まめ」の語呂合せ[30]。
- クロスワードの日（ 日本）
「ク(9)ロ(6)」の語呂合せ。クロスワード作家・滝沢てるおの提案により『月刊クロスワード』などを発行する廣済堂出版が1992年に制定。
- クレームの日（ 日本）
「ク(9)レー(0)ム(6)」の語呂合せ。株式会社マネージメントサポートが制定[31]。
- キョロちゃんの日／森永チョコボールの日（ 日本）
「キョロちゃん」で親しまれている菓子「チョコボール」の発売元である森永製菓株式会社が制定。発売開始が1965年の9月であったことと、「キョロちゃん」の語呂合わせから9月6日に定めた[32]。